# The Allisons
The Allisons est un duo de chanteurs britanniques composé de Bob Day, né Bernard Colin Day le 2 février 1941 et mort le 25 novembre 2013, et John Alford, né Brian Henry John Alford le 31 décembre 1939. Ils ont été présentés au public comme étant des frères, en utilisant le nom de famille d'« Allison ».
Ils sont connus pour avoir représenté le Royaume-Uni lors du Concours Eurovision de la chanson 1961 à Cannes, avec la chanson Are You Sure?.